# Microregione di Mata Meridional Pernambucana
Mata Meridional Pernambucana è una microregione dello Stato del Pernambuco in Brasile, appartenente alla mesoregione della Zona da Mata Pernambucana.
È una suddivisione creata puramente per fini statistici, pertanto non è un'entità politica o amministrativa.

## Comuni
Comprende 21 comuni:
- Água Preta
- Amaraji
- Barreiros
- Belém de Maria
- Catende
- Cortês
- Escada
- Gameleira
- Jaqueira
- Joaquim Nabuco
- Maraial
- Palmares
- Primavera
- Quipapá
- Ribeirão
- Rio Formoso
- São Benedito do Sul
- São José da Coroa Grande
- Sirinhaém
- Tamandaré
- Xexéu